# NGC 2948
NGC 2948 is een balkspiraalstelsel in het sterrenbeeld Leeuw. Het hemelobject werd op 24 maart 1786 ontdekt door de Duits-Britse astronoom William Herschel.

## Synoniemen
- UGC 5141
- MCG 1-25-7
- ZWG 35.20
- IRAS09363+0710
- PGC 27518